# Паризький турнір
Паризький турнір (фр. Tournoi de Paris), також відомий як Паризький трофей (фр. Trophée de Paris) — товариський футбольний турнір, який проходив у Парижі, Франція на стадіоні «Парк де Пренс», який проводився наприкінці сезону з 1957 по 1976 рік, а потім за тиждень до початку нового французького сезону з 1977 по 1993 роки.
Змагання було засновано в 1957 році клубом «Расінг» (Париж) на честь святкування свого 25-річчя. Перший розіграш багато хто вважає попередником як Міжконтинентального кубка, так і Клубного чемпіонату світу.
Турнір проводився паризьким «Расінгом» з 1957 по 1966 рік, потім в 1973 році пройшов один розіграш з новим організатором, клубом «Париж», а з 1975 року змаганням став опікуватись «Парі Сен-Жермен», проводячи його до 1993 року, коли знову змагання було припинене з фінансових причин. ПСЖ відродив змагання на один рік у 2010 році на честь 40-річчя клубу, а потім у 2012 році провів змагання Trophée de Paris з аналогічним форматом, який став останнім розіграшем турніру на сьогодні.
«Васко да Гама» виграла перший розіграш у 1957 році, а «Барселона» — останній у 2012 році. «Парі Сен-Жермен» є найуспішнішим клубом в історії змагань, він вигравав трофей сім разів. Наступним за кількістю титулів є бельгійський «Андерлехт» з трьома титулами, тоді як французький клуб «Расінг» (Париж) і бразильські «Сантос» і «Флуміненсе» були єдиними командами, які вигравали змагання більше одного разу. Головний суперник ПСЖ «Марсель» входить до групи клубів, які виграли турнір один раз.

## Історія

### Від «Расінгу» до ПСЖ.
Паризький турнір був заснований у 1957 році власниками клубу «Расинг» (Париж), щоб відсвяткувати 25-річчя клубу. Паризька команда запросила чинного чемпіона Європи клуб «Реал Мадрид», бразильську команду «Васко да Гама» та німецьку команду «Рот-Вайс» (Ессен) на турнір, що проходив на «Парк де Пренс». Перший турнір, який виграло «Васко» після перемоги над «Реалом» Альфредо Ді Стефано у фіналі, нібито став одним із фактів, які спонукали до створення Міжконтинентального кубка в 1960 році як офіційного змагання між найкращим європейським і південноамериканським клубом, схваленого УЄФА і КОНМЕБОЛ.
З 1957 по 1993 рік чотири команди (включно з господарями) грали у тцрнірі на вибування. Змагання включало два півфінали, матч за третє місце та фінал. Турнір проводився щорічно кожного літа між 1957 і 1966 роками гонками «Расінг Париж». Формат був однаковим для всіх розіграшів, завжди грали на «Парк-де-Пренс» у Парижі, а серед учасників був клуб-господар «Расінг», один великий бразильський клуб із Ріо-де-Жанейро чи Сан-Паулу та дві інші європейські команди (окрім турніру 1965 року, де бразильська команда не брала участь).
1973 року турнір відродив клуб «Париж», але у цьому статусі відбувся лише один розіграш. Через рік змагання змогли відновити власники «Парі Сен-Жермен» і ПСЖ з мінімальним рахунком програв іспанській «Валенсії» у своєму першому фіналі перед переповненим «Парк-де-Пренс». Наступний розіграш виявився ще гіршим, оскільки ПСЖ програв обидва матчі та фінішував останнім.

### Перший титул ПСЖ
Розіграш 1978 року виявився найбільш незбалансованим з усіх. За кілька тижнів до чемпіонату світу 1978 року ПСЖ запросив національні футбольні збірні Нідерландів та Ірану. «Помаранчеві» з легкістю виграли змагання, перемігши «Брюгге» у фіналі з рахунком 7:1. ПСЖ нарешті виграв турнір у 1980 році. Домінік Батене зрівняв рахунок на останній хвилині з пенальті в фіналі проти «Стандарда» з Льєжа, який перевів гру в серію пенальті, де ПСЖ виграв свій перший титул. При цьому столичний клуб зберіг трофей і у наступному 1981 році, обігравши у фіналі західнонімецький «Айнтрахт» (3:1).

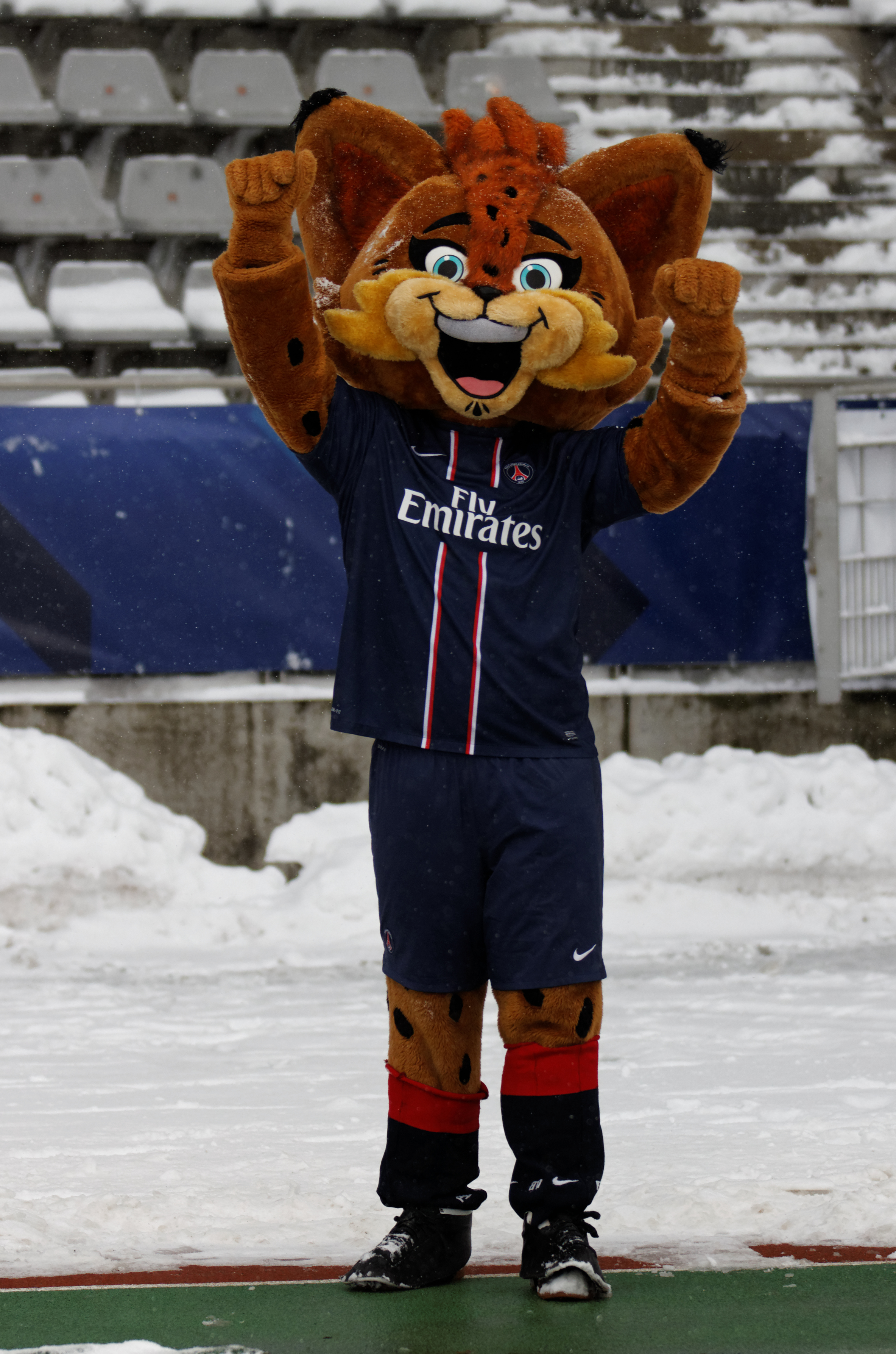
Талісман ПСЖ Рись Жермен був представлений для турніру 2010 року.

У 1982 році бразильська команда «Атлетіко Мінейро» завдала ПСЖ найбільшої поразки в історії турніру, коли столичний клуб програв у півфіналі (0:3). ПСЖ повернув собі титул у 1984 та 1986 роках, але наступний турнір 1987 року став найгіршим для команд, коли клуб посів останнє місце вперше з 1976 року. Поразка від загребського «Динамо» на тому турнірі стала останньою для парижан в історії змагань. Відтоді ПСЖ програвав лише у серії пенальті.
У період з 1975 по 1993 рік лише один турнір був скасований. Це було в 1990 році через поганий стан поля. Виною тому був концерт The Rolling Stones на «Парк-де-Пренс», який відбувся кількома тижнями раніше. Турнір повернувся в 1991 році і він побачив останній матч ПСЖ з історичним спонсором RTL на футболках. 17-річна співпраця закінчилася, коли ПСЖ завоював третє місце проти португальського «Спортінга».
У 1993 році єдиний гол Франсуа Кальдераро у ворота «Осера» приніс ПСЖ другий титул поспіль і сьомий загалом. Це був останній розіграш турніру до 2010 року та останній титул для ПСЖ на сьогодні. Нове керівництво ПСЖ (Canal+) відмовилося від подальшого проведення турніру через фінансові причини.

### Поточний стан
ПСЖ відродив Турнір у 2010 році на честь свого 40-річчя. Напередодні турніру ПСЖ оприлюднив пісню «Allez Paris Saint-Germain» на мелодію «Go West» від Village People і маскота рись на ім'я Жермен як офіційний гімн і талісман клубу відповідно. Паризька сторона запросила «Порту», «Рому» та «Бордо» на турнір. Турнір пройшов за зразком Emirates Cup, який організовує лондонський «Арсеналу», і відбувся у форматі групового етапу.. ПСЖ переміг «Порту» (1:0) і зіграв внічию з «Ромою» (1:1), а «Бордо» також розійшовся миром з «Ромою» (1:1) і переміг «Порту» (2:1). Обидва французькі клуби завершили турнір з чотирма очками, але «Бордо» забив більше голів і таким чином став володарем трофею за різницею м'ячів.
У 2011 році турнір не проводився, у 2012 році він був перейменований на Паризький трофей, який складався з одного матчу проти «Барселони». Іспанська команда завоювала трофей, перемігши по пенальті (4:1) після того, як матч завершився внічию 2:2 в основний час. Рафінья та Ліонель Мессі з пенальті дали Барселоні зручну перевагу, перш ніж Златан Ібрагімович і Зумана Камара з ПСЖ перевели гру у серію пенальті серію пенальті. На сьогодні це останній розіграш турніру.

## Статистика
| Розіграш | Рік  | Чемпіон                   | 2 місце                       | 3 місце                       | 4 місце                   | Прим.  |
| -------- | ---- | ------------------------- | ----------------------------- | ----------------------------- | ------------------------- | ------ |
| 1        | 1957 | Васко да Гама             | Реал Мадрид                   | Расінг (Париж)                | Рот-Вайс (Ессен)          | [ 11 ] |
| 2        | 1958 | Расінг (Париж)            | Болтон Вондерерз              | Фламенгу                      | Уйпешт                    | [ 12 ] |
| 3        | 1959 | Расінг (Париж)            | Фортуна (Дюссельдорф)         | Васко да Гама                 | Мілан                     | [ 13 ] |
| 4        | 1960 | Сантус                    | Расінг (Париж)                | ЦСКА (Софія)                  | Реймс                     | [ 14 ] |
| 5        | 1961 | Сантус                    | Бенфіка (Лісабон)             | Андерлехт                     | Расінг (Париж)            | [ 15 ] |
| 6        | 1962 | Црвена Звезда             | Рапід (Відень)                | Расінг (Париж)                | Сантус                    | [ 16 ] |
| 7        | 1963 | Ботафогу (Ріо-де-Жанейро) | Расінг (Париж)                | Андерлехт                     | Уйпешт                    | [ 17 ] |
| 8        | 1964 | Андерлехт                 | Боруссія (Дортмунд)           | Реймс                         | Сантус                    | [ 18 ] |
| 9        | 1965 | Спарта (Прага)            | Ренн                          | Андерлехт                     | Расінг (Париж)            | [ 19 ] |
| 10       | 1966 | Андерлехт                 | Расінг (Париж)                | Спарта (Прага)                | Васко да Гама             | [ 20 ] |
| 11       | 1973 | Феєнорд                   | Баварія (Мюнхен)              | Париж                         | Олімпік (Марсель)         | [ 21 ] |
| 12       | 1975 | Валенсія                  | Парі Сен-Жермен               | Флуміненсе                    | Спортінг (Лісабон)        | [ 22 ] |
| 13       | 1976 | Флуміненсе                | Європа                        | Бразилія (ол.)                | Парі Сен-Жермен           | [ 23 ] |
| 14       | 1977 | Андерлехт                 | Ференцварош                   | Парі Сен-Жермен               | Васко да Гама             | [ 24 ] |
| 15       | 1978 | Нідерланди                | Брюгге                        | Парі Сен-Жермен               | Іран                      | [ 25 ] |
| 16       | 1979 | Бенфіка (Лісабон)         | Црвена Звезда                 | Парі Сен-Жермен               | Бразилія (ол.)            | [ 26 ] |
| 17       | 1980 | Парі Сен-Жермен           | Стандард (Льєж)               | Бенфіка (Лісабон)             | Аякс (Амстердам)          | [ 27 ] |
| 18       | 1981 | Парі Сен-Жермен           | Айнтрахт (Франкфурт-на-Майні) | Васко да Гама                 | Сент-Етьєн                | [ 28 ] |
| 19       | 1982 | Атлетіку Мінейру          | Динамо (Загреб)               | Парі Сен-Жермен               | Кельн                     | [ 29 ] |
| 20       | 1983 | Румунія                   | Парі Сен-Жермен               | Ботафогу (Ріо-де-Жанейро)     | Маккабі (Нетанья)         | [ 30 ] |
| 21       | 1984 | Парі Сен-Жермен           | Хайдук (Спліт)                | Серветт                       | Ботафогу (Ріо-де-Жанейро) | [ 31 ] |
| 22       | 1985 | Варегем                   | Парі Сен-Жермен               | Кельн                         | Сент-Етьєн                | [ 32 ] |
| 23       | 1986 | Парі Сен-Жермен           | Спортінг (Лісабон)            | Сент-Етьєн                    | Стяуа                     | [ 33 ] |
| 24       | 1987 | Флуміненсе                | Бордо                         | Динамо (Загреб)               | Парі Сен-Жермен           | [ 34 ] |
| 25       | 1988 | Монпельє                  | Парі Сен-Жермен               | Партизан                      | Серветт                   | [ 35 ] |
| 26       | 1989 | Парі Сен-Жермен           | Монпельє                      | Васко да Гама                 | Порту                     | [ 36 ] |
| 27       | 1991 | Олімпік (Марсель)         | Фламенгу                      | Парі Сен-Жермен               | Спортінг (Лісабон)        | [ 37 ] |
| 28       | 1992 | Парі Сен-Жермен           | Монако                        | Боруссія (Дортмунд)           | Ліверпуль                 | [ 38 ] |
| 29       | 1993 | Парі Сен-Жермен           | Осер                          | Айнтрахт (Франкфурт-на-Майні) | Флуміненсе                | [ 39 ] |
| 30       | 2010 | Бордо                     | Парі Сен-Жермен               | Рома                          | Порту                     | [ 7 ]  |
| 31       | 2012 | Барселона                 | Парі Сен-Жермен               | —                             | —                         | [ 10 ] |

### Виступи за клубом

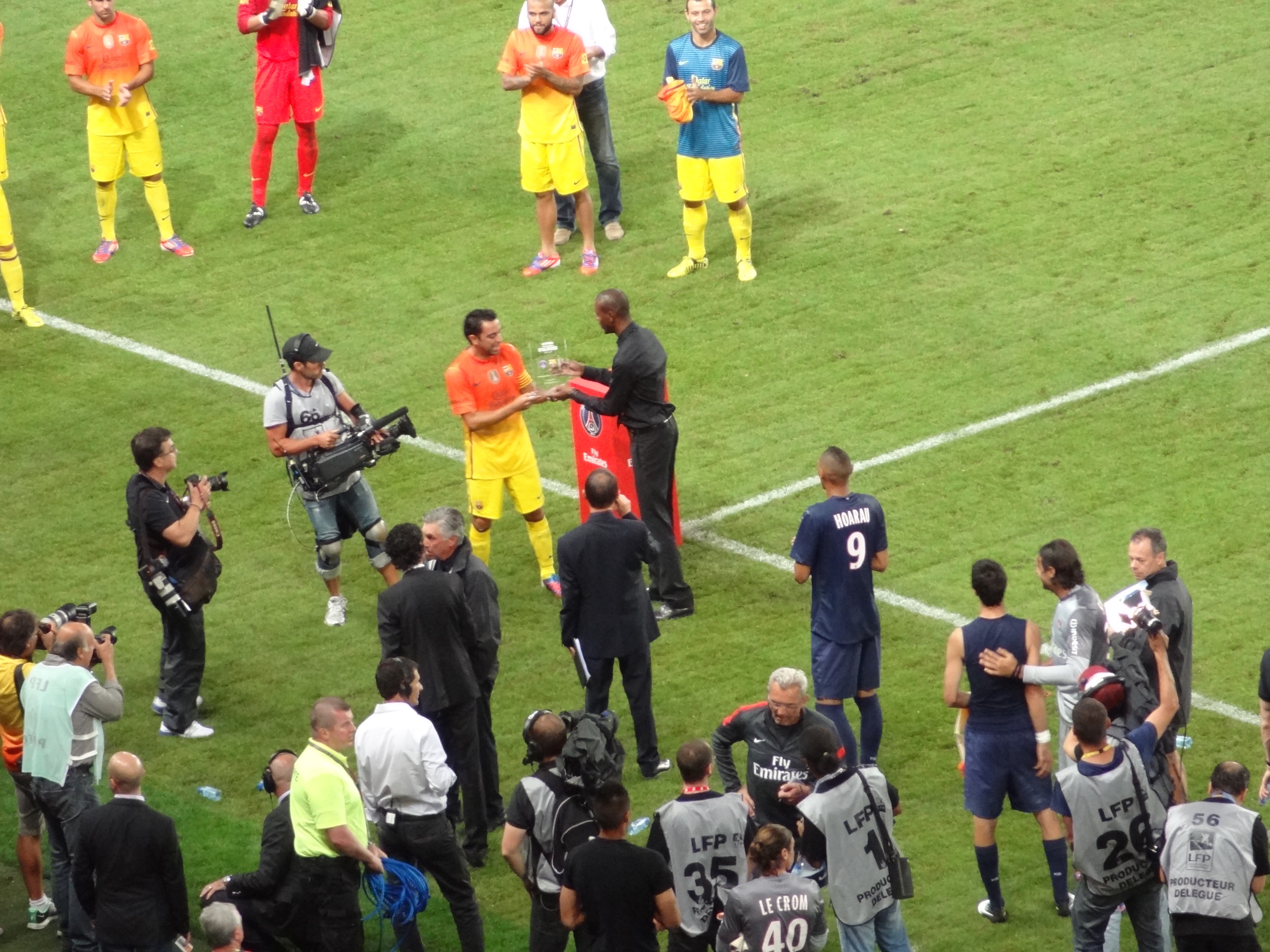
Гравець «Барселони» Хаві отримує трофей після перемоги в турнірі 2012 року.

| Клуб                      | Титулів | Роки перемог                             |
| ------------------------- | ------- | ---------------------------------------- |
| Парі Сен-Жермен           | 7       | 1980, 1981, 1984, 1986, 1989, 1992, 1993 |
| Андерлехт                 | 3       | 1964, 1966, 1977                         |
| Расінг (Париж)            | 2       | 1958, 1959                               |
| Сантус                    | 2       | 1960, 1961                               |
| Флуміненсе                | 2       | 1976, 1987                               |
| Васко да Гама             | 1       | 1957                                     |
| Црвена Звезда             | 1       | 1962                                     |
| Ботафогу (Ріо-де-Жанейро) | 1       | 1963                                     |
| Спарта (Прага)            | 1       | 1965                                     |
| Феєнорд                   | 1       | 1973                                     |
| Валенсія                  | 1       | 1975                                     |
| Нідерланди                | 1       | 1978                                     |
| Бенфіка (Лісабон)         | 1       | 1979                                     |
| Атлетіку Мінейру          | 1       | 1982                                     |
| Румунія                   | 1       | 1983                                     |
| Варегем                   | 1       | 1985                                     |
| Монпельє                  | 1       | 1988                                     |
| Олімпік (Марсель)         | 1       | 1991                                     |
| Бордо                     | 1       | 2010                                     |
| Барселона                 | 1       | 2012                                     |